# Дачне (Бахчисарайський район)
Да́чне (до 1948 року — Тьолє́, крим. Töle) — село в Україні, у Бахчисарайському районі Автономної Республіки Крим. Підпорядковане Залізничненській сільській раді.

## Населення
Згідно з переписом УРСР 1989 року чисельність наявного населення села становила 145 осіб, з яких 64 чоловіки та 81 жінка.
За переписом населення України 2001 року в селі мешкало 200 осіб.

### Мова
Розподіл населення за рідною мовою за даними перепису 2001 року:
| Мова              | Відсоток |
| ----------------- | -------- |
| кримськотатарська | 61,50 %  |
| російська         | 37,00 %  |
| українська        | 1,00 %   |
| інші              | 0,50 %   |